# Turnu Roșu (passo)
Il passo di Turnu Roşu che in lingua rumena si legge Pasul Turnu Roşu ed in ungherese si legge Vöröstoronyi-szoros è un passo di montagna dei Carpazi meridionali della Romania, che collega il distretto di Vâlcea in Valacchia con quello di Sibiu in Transilvania. 
Si trova lungo il fiume Olt, che attraversa appunto i Carpazi da nord a sud, dalla Transilvania alla Vallachia.